# Alexander Luria
Aleksandr Romanovich Luria (russo: Алекса́ндр Рома́нович Лу́рия; Cazã, 16 de julho de 1902 — Moscou, 14 de agosto de 1977) foi um famoso psicólogo soviético especialista em psicologia do desenvolvimento. Foi um dos fundadores de psicologia cultural-histórica onde se inclui o estudo das noções de causalidade e pensamento lógico–conceitual da atividade teórica como função do sistema nervoso central.

## Vida e obra
Filho de pais judeus, nasceu em Kazan, uma região central a leste de Moscou. Estudou o Curso de Ciências Sociais da Universidade Estadual de Kazan (graduado em 1921) e graças ao seu interesse em psicologia e à sua erudição, em 1924, foi convidado a participar do recém-criado Instituto de Psicologia de Moscou. Estudou no Instituto médico de Kharkov e no Instituto Médico de Moscou graduando-se em medicina em 1937, onde depois foi professor (1944). Obteve seu doutorado em Pedagogia (1937) e Ciências Médicas (1943).
Ao longo de sua carreira, Luria trabalhou em uma extensiva variedade de áreas científicas e em diversas instituições, a exemplo da Academia Comunista de Educação (1920-30s) e Instituto Defectologia Experimental (1920-30s, 1950-60s) ambos em Moscou); Academia Ucraniana de Psiconeurologia (Kharkov, no início dos anos trinta); Institutos Reunidos de Medicina Experimental; Instituto de Neurocirurgia de Burdenko (no final dos anos trinta) e outras instituições.
No início dos anos trinta, Luria foi para a escola médica. Durante a guerra, continuou seu trabalho no Instituto de Psicologia de Moscou. Durante um determinado período, ele ficou afastado do Instituto de Psicologia, principalmente como resultado da intensificação do antissemitismo e optou por pesquisar crianças mentalmente retardadas no Instituto de Defectologia durante os anos cinquenta.
A partir de 1945, trabalhou na Universidade de Moscou, o que foi essencial para fundação da Faculdade de Psicologia desta universidade, onde ele depois chefiou os Departamentos de Psicopatologia e Neuropsicologia.
Enquanto era estudante em Kazan, estabeleceu a Associação Psicanalítica Kazan e trocou cartas com Sigmund Freud (1856-1939). Posteriormente, segundo Ayan, o psicólogo editor da Gehirn & Geist, Luria, na época da publicação de seus trabalhos sobre linguagem e neuropsicologia (1947), negou publicamente sua ligação com Freud e influência da teoria psicanalítica, visando evitar perseguição política.  Observe-se que o mesmo não aconteceu com seu contemporâneo Roman Jakobson (1896 - 1982) que residia fora da URSS onde as referências aos estudos de Freud sobre afasia foram mantidos.
Em 1923, com seu trabalho sobre tempos de reação associados a processos de pensamento, conquistou uma colocação no Instituto de Psicologia de Moscou. Lá, ele desenvolveu o “método motor combinado", que ajudava diagnosticar processos específicos de pensamento, criando o primeiro dispositivo efetivo detector de mentira. Esta pesquisa foi publicada no EUA em 1932 e em russo apenas em 2002.
Em 1924, Luria conheceu Lev Vygotsky (1896-1934) que grandemente o influenciaria. Junto com Alexei Nikolaievich Leontiev (1904-1979), estes três psicólogos lançaram um projeto para desenvolver uma psicologia radicalmente nova. Esta aproximação inter - relacionou “análises “culturais” e ”históricas" à "psicologia instrumental" usualmente conhecida em nossos dias, como psicologia cultural-histórica. Ela enfatiza o papel mediador da cultura, particularmente da linguagem, no desenvolvimento de funções mentais superiores na ontogênese e filogênese.
Nos anos trinta Luria, deu continuidade ao seu trabalho com as expedições para pesquisas de neuropsicologia e cultura na Ásia Central. Sob supervisão de Vygotsky, Luria investigou várias mudanças psicológicas (inclusive percepção, resolução de problemas, e memória) que se sucederam como resultado de reeducação e desenvolvimento cultural que aquelas minorias (as aldeias nômades do Uzbekistão e da Khirgizia) se submeteram nas intervenções do governo revolucionário. O que tem sido considerado como uma importante contribuição ao estudo da linguagem verbal.
Posteriormente ele estudou gêmeos idênticos e fraternais nos grandes internatos escolares para determinar a interação da multiplicidade de fatores genético e culturais que interferem no desenvolvimento humano. No início de seus estudos neuropsicológicos no final dos anos 30, como também ao longo da vida acadêmica pós-guerra, ele concentrou-se no estudo da afasia, focalizando a relação entre linguagem, pensamento e funções corticais. Especialmente o desenvolvimento da compensação de funções corticais na reabilitação da afasia.
Durante Segunda Guerra Mundial, Luria liderou uma equipe de pesquisa no Hospital do Exército para desenvolver métodos de reabilitação de deficiências orgânicas psicológicas em pacientes com lesões no cérebro. O trabalho sobre a avaliação das funções cognitivas associadas às áreas lesionadas do cérebro o levou a ser considerado o pai da Neuropsicologia. Outra grande contribuição foi em relação à formulação do conceito de Neuroplasticidade, o que influenciou os estudos atuais em Neurociências a respeito da possibilidade de reabilitação cognitiva a partir da transformação dos neurônios através do contato com estímulos ambientais.
Morreu, em Moscou aos 75 anos, alguns anos depois de publicar os estudos de casos realizados nesse período, praticamente dando início à Neuropsicologia que conhecemos hoje.

## Neuropsicologia
Foi pelo seu trabalho no Hospital do Exército que se originaram suas principais contribuições à Neuropsicologia. Destacam-se dois entre os estudos de caso realizados, um apresenta S.V. Shereshevskii, jornalista russo com uma memória aparentemente ilimitada (1968), em parte devido à sua acentuada sinestesia. Este caso foi apresentado em um livro The Mind of a Mnemonist (A Mente de um Memorioso). O outro livro de Luria relativamente bem conhecido é The Man with a Shattered World (O Homem com um Mundo Despedaçado), um penetrante relato de Zasetsky, um homem que sofreu uma lesão cerebral traumática (1972). Estes estudos de caso ilustram os principais métodos de Luria de combinar as medidas clássicas de anamnese e diagnóstico com registro detalhado (psicométrico) da função alterada e sua progressiva reabilitação.
As contribuições suas e de Vygostski à localização das funções cerebrais modificou as noções de centros da ação reflexa a partir dos analisadores corticais fixos propostos por Pavlov (1849-1929), como centros da ação reflexa para um sistema de localização funcional dinâmica e mutável. A neuroplasticidade das funções nervosas está entre as suas principais contribuições à neurociência moderna. Seus estudos com Vygotski, referem-se à instalação, perda e recuperação de funções ao nível do sistema nervoso central considerando tanto as variáveis que interferem na filogênese – ou história evolutiva da espécie, como a partir das formações sociais histórico-culturalmente definidas além da ontogênese ou história individual.

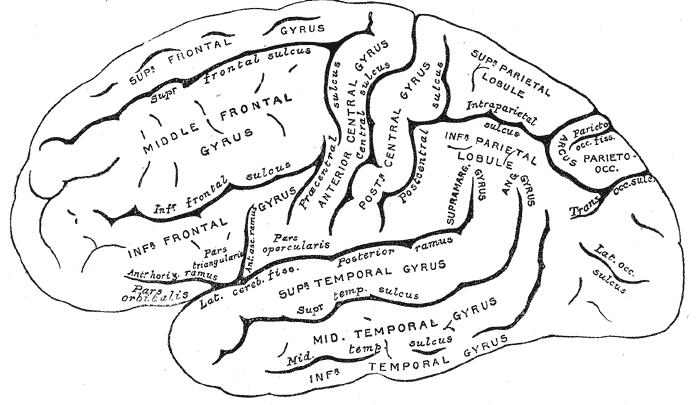
Gray's FIG. 726 – Face lateral do hemisfério cerebral esquerdo.

Gray's Fig. 727 - Superfície medial do hemisfério cerebral esquerdo.

Na avaliação da interação entre o cérebro e os processos mentais humanos Luria identificou três unidades básicas, ou sistemas funcionais cuja participação torna-se necessária para qualquer tipo de atividade mental:
- (1) Unidade da atenção, ou de regulação do tônus ‘otimal’ e vigília que envolve camadas do córtex e o sistema reticular ativador;
- (2) Unidade de codificação e processamento, um sistema funcional para obter, processar e armazenar as informações que chegam do mundo exterior (e dos aparelhos de seu próprio corpo) localizada nos lobos occipital, temporal e parietal;
- (3) Unidade de planificação ou destinada a programar, regular e verificar a atividade mental. Esse terceiro bloco, localizado basicamente no lobo frontal, elabora programas de comportamento, assegura e regula sua realização e participa do controle do seu cumprimento.

A abordagem neuropsicológica de Luria veio a dar origem a diversas teorias, entre as quais a teoria de processamento cognitivo PASS, de Das, Kirby e Naglieri. Um dos divulgadores do método de descrição refinada da história clínica ao estilo Luria com análises étno - neuropsicosensoriais foi Oliver Sacks (1933 - 2015) com suas diversas contribuições de descrições do mundo psicossocial dos portadores de alterações neurológicas e sensoriais.

## Testes Neuropsicológicos
Diversos testes psicométricos foram propostos a partir das concepções neuropsicológicas de Luria (especialmente expressas no seu livro Higher Cortical Functions in man,1966), alguns inclusive conhecidos e comentados por ele que ressaltava sua limitação diante da abordagem interpessoal e a importância da flexibilidade na abordagem com o paciente para adaptarem-se as necessidades especiais deste no processo de identificar as lesões primárias e complicações subjacentes por prejuízo nas funções mentais superiores. Uma atenção especial deve ser dada aos processos de percepção (inputs) e expressão (outputs).
Um dos testes apresentados por ele foi o Cubo de Linck, um cubo feito com 27 cubos pequenos com as faces externas que corresponde ao cubo que formam pintados de verde e as demais da mesma cor. Segundo ele, investiga as funções da linguagem no pensamento prático (construtivo) complexo requerendo um planejamento da ação, a construção de um cubo maior de uma só cor, e a classificação das peças menores segundo a posição possível, arestas (com 3 faces verdes) centro (sem nenhuma face verde) etc.

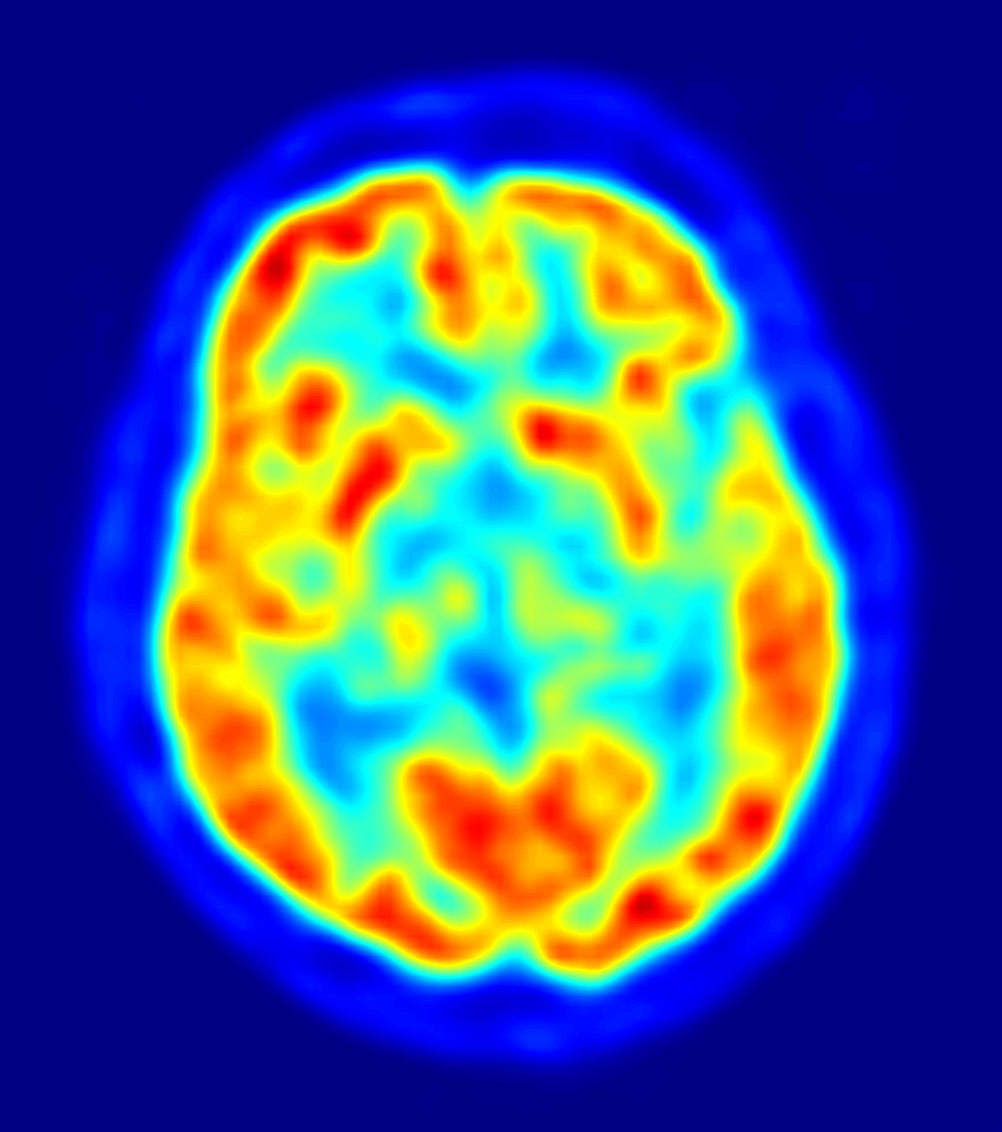
PET scan do cérebro humano.

A bateria de testes que ficou conhecido com Luria-Nebraska é um teste padronizado baseado nas teorias de Luria sobre a atividade neuropsicológica por Golden, Hammeke e Purish 1980. Há 14 escalas: funções motoras, rítmicas, funções táteis, funções visuais, percepção da fala, fala expressiva, escrita, leitura, aritmética, memória, processos intelectuais, patognomônicos, hemisfério esquerdo e hemisfério de direito. É indicado para pessoas a partir de 15 anos de idade; porém, pode ser usado com adolescentes de até 12 anos.

## Obra

### Livros publicados no Brasil
- Luria, A. R. Fundamentos de Neuropsicologia. RJ, Livros Técnicos e Científicos; SP, EDUSP,1981 tradução de Ricardo Juarez Aranha da edição da Penguin Books (Middlesex, 1973) com prefácio de K. H. Pribram
- Luria A. R. Curso de Psicologia Geral, 4 vols.  RJ, Civilização Brasileira, 1991. tradução de Paulo Bezerra
- Luria, A. Pensamento e Linguagem. As últimas conferências de Luria. Porto Alegre, Artmed,2001.
- Luria, A. O Homem com o Mundo Estilhaçado. Textos Fundantes em Educação. RJ, Vozes, 2008.
- Luria, A. R. Desenvolvimento Cognitivo. SP, ìcone Editora, 2008.
- Ccipolla, M. B.;Luria A. R..  A Construção da Mente. SP, ìcone Editora, 1992.
- Vigotskii, L.S.; Luria, A.R.; Leontiev, A.N.. Linguagem, desenvolvimento e aprendizagem. SP, Ícone/EDUSP, 1988
- Vygotsky e Luria. Estudos Sobre a História do Comportamento. Porto Alegre, Artmed, 1997.
- Luria, A. Vigotskii, L.S. et alii Psicologia e Pedagogia SP, Centauro,2008
- Berliner, C.; Luria, A. R.. A Mente e a Memória. SP, Martins Fontes, 2006

### em inglês
- Luria, A. R. Basic problems in neurolinguistics…., The Hague: Mouton, 1976
- Luria, A. R. On quasi-aphasic speech disturbances in lesion of the deep structures of tha brain. Brain and langage, 4, 432-459, …1977
- Luria, A. R. Language and cognition. Usa, Washington D.C.Winston & Sons, 1982
- Luria, A. R. The Mind of a Mnemonist: A Little Book About A Vast Memory. USA, Harvard University Press, 1987 (Disponível no Scribd Dez. 2010)
- Luria, A. R.; Solotaroff, Lynn. The Man with a Shattered World: The History of a Brain Wound. USA, Harvard University Press, 1987.
- Luria, A.R. Autobiography of Alexander Luria: A Dialogue with the Making of Mind. USA, Lawrence Erlbaum Associates, Inc, 2005.

### Cinema
Sem Palavras (Away with words) um filme de Christopher Doyle inspirado na história de Solomon Shereshevskii do livro de Luria The Mind of a Mnemonist.
Não confundir com Amnésia o filme Christopher Nolan (EUA 2001) com Guy Pearce que descreve um caso de amnésia anterógrada, patologia onde o sistema nervoso perde a capacidade de reter informações e formar novas memórias.